# Вилюйское плато
Вилюйское плато — приподнятый участок (примерно 400 на 200 км) в районе верхнего течения реки Вилюй, часть Среднесибирского плоскогорья.
Вилюйское плато находится на границе Якутии, Красноярского края и Иркутской области. Высота — до 962 м (в среднем — 700—900). Геологически район сложен траппами, доломитами и известняками.
Вилюйское плато — исток таких крупных рек как Вилюй, Марха, Оленёк, Ыгыатта. На территории плато обнаружена вечная мерзлота мощностью до 1,5 км, наибольшая в мире.
На вершинах плато — тундра, на склонах — лесотундра или лиственничная тайга, в долинах рек — луга. Климат — резко континентальный, зимы — одни из самых суровых в Северном полушарии.